# Atentados en Sharm el-Sheij del 23 de julio de 2005
Varios atentados terroristas tuvieron lugar en Sharm el-Sheij (Egipto) durante la noche del 22 al 23 de julio de 2005, coincidiendo con el Día Nacional de la Revolución de Egipto, al menos asesinando a 90 personas e hiriendo a unas 150 personas. Una serie de siete explosiones casi simultáneas tuvieron lugar a la 1h15 (local) (22h15 GMT) afectando:
- El estacionamiento del viejo mercado donde explotó un minibus lleno de explosivos.
- El estacionamiento del hotel Movenpick donde explotó una mochila llena de explosivos.
- El hotel Ghazala Gardens en el barrio de Naama Bay, que fue completamente destruido por un automóvil.

## Víctimas
La mayoría de los muertos y heridos son egipcios. También hay muertos y heridos de Reino Unido, Países Bajos, Francia, Israel, Estados Unidos, Italia, España, Kuwait, Catar y República Checa.

## Responsabilidad
Un grupo autonombrado las Brigadas Abdullah Azzam (referencian al militante e ideólogo islamista Abdullah Yusuf Azzam) reclamó la responsabilidad de los ataques. En un sitio web, el grupo declaró que "guerreros santos atacaron el hotel Ghazala Gardens y el viejo mercado en Sharm el-Sheij" y reclama que tiene conexiones con Al-Qaeda. La autenticidad de este mensaje aún no ha sido verificado.